# Андерсонвілл (Джорджія)
Андерсонвілл (англ. Andersonville) — місто (англ. city) в США, в окрузі Самтер штату Джорджія. Населення — 237 осіб (2020).

## Географія
Андерсонвілл розташований за координатами 32°11′38″ пн. ш. 84°8′47″ зх. д. / 32.19389° пн. ш. 84.14639° зх. д. (32.193855, -84.146262).  За даними Бюро перепису населення США в 2010 році місто мало площу 3,60 км², з яких 3,58 км² — суходіл та 0,02 км² — водойми.

### Клімат
| Клімат : Андерсонвілл | Клімат : Андерсонвілл | Клімат : Андерсонвілл | Клімат : Андерсонвілл | Клімат : Андерсонвілл | Клімат : Андерсонвілл | Клімат : Андерсонвілл | Клімат : Андерсонвілл | Клімат : Андерсонвілл | Клімат : Андерсонвілл | Клімат : Андерсонвілл | Клімат : Андерсонвілл | Клімат : Андерсонвілл | Клімат : Андерсонвілл |
| Показник              | Січ.                  | Лют.                  | Бер.                  | Квіт.                 | Трав.                 | Черв.                 | Лип.                  | Серп.                 | Вер.                  | Жовт.                 | Лист.                 | Груд.                 | Рік                   |
| Середній максимум, °C | 15,6                  | 16,7                  | 21,1                  | 25,6                  | 30,0                  | 32,8                  | 33,3                  | 33,3                  | 31,1                  | 26,1                  | 20,0                  | 16,1                  | 25,2                  |
| Середній мінімум, °C  | 3,3                   | 4,4                   | 7,8                   | 11,7                  | 16,1                  | 20,0                  | 21,7                  | 21,1                  | 18,9                  | 12,8                  | 6,7                   | 3,9                   | 12,4                  |
| Норма опадів, мм      | 109                   | 122                   | 135                   | 99                    | 89                    | 109                   | 140                   | 124                   | 86                    | 58                    | 69                    | 102                   | 1242                  |
| --------------------- | --------------------- | --------------------- | --------------------- | --------------------- | --------------------- | --------------------- | --------------------- | --------------------- | --------------------- | --------------------- | --------------------- | --------------------- | --------------------- |
| Джерело: Weatherbase  |                       |                       |                       |                       |                       |                       |                       |                       |                       |                       |                       |                       |                       |

## Демографія
Згідно з переписом 2010 року, у місті мешкало 255 осіб у 98 домогосподарствах у складі 72 родин. Густота населення становила 71 особа/км².  Було 141 помешкання (39/км²).
Расовий склад населення:
| - 60,8 % — білих - 35,3 % — чорних або афроамериканців - 1,6 % — корінних американців |

До двох чи більше рас належало 1,6 %. Частка іспаномовних становила 3,1 % від усіх жителів.
За віковим діапазоном населення розподілялося таким чином: 23,9 % — особи молодші 18 років, 60,0 % — особи у віці 18—64 років, 16,1 % — особи у віці 65 років та старші. Медіана віку мешканця становила 42,2 року. На 100 осіб жіночої статі у місті припадало 86,1 чоловіків;  на 100 жінок у віці від 18 років та старших — 92,1 чоловіків також старших 18 років.
Середній дохід на одне домашнє господарство  становив 41 644 долари США (медіана — 32 625), а середній дохід на одну сім'ю — 42 930 доларів (медіана — 33 750). Медіана доходів становила 20 938 доларів для чоловіків та 33 438 доларів для жінок. За межею бідності перебувало 21,4 % осіб, у тому числі 32,9 % дітей у віці до 18 років та 8,7 % осіб у віці 65 років та старших.
Цивільне працевлаштоване населення становило 93 особи. Основні галузі зайнятості: публічна адміністрація — 22,6 %, освіта, охорона здоров'я та соціальна допомога — 20,4 %, виробництво — 18,3 %.